# Rudé právo

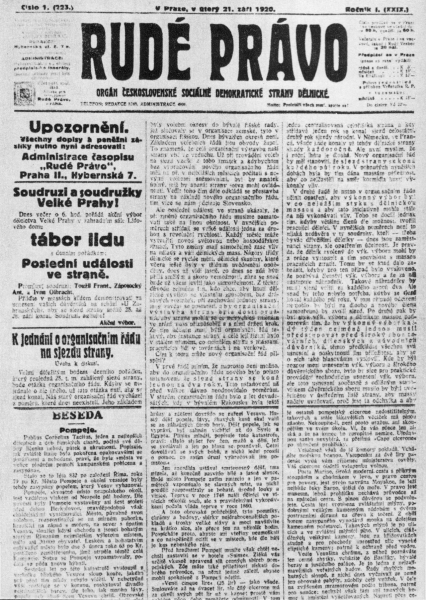
Pierwszy numer dziennika

Rudé právo (cz. czerwone prawo) – centralny organ Komunistycznej Partii Czechosłowacji, pierwszy numer ukazał się 21 października 1920 roku, w latach 1948–1989 jako dziennik o najwyższym nakładzie odgrywał kluczową rolę w szerzeniu propagandy komunistycznej w ówczesnej Czechosłowacji. Gazeta ukazywała się w nakładzie około 2 milionów egzemplarzy. 
„Trybuna Ludu” (PRL), „Rudé právo” (CSRS) i „Neues Deutschland” (NRD) – trzy dzienniki – organizowały Wyścig Pokoju, największy wyścig kolarski na terenach krajów socjalistycznych. 
Po upadku komunizmu tradycje gazety kontynuuje dziennik „Právo”.